# Q Hayashida
Q Hayashida (林田 球, Hayashida Kyū, nascida em 1977) é uma mangaká japonesa. Ela é mais conhecida pelo mangá Dorohedoro, que foi serializado na Monthly Ikki, posteriormente transferido para a Hibana após a Ikki encerrar suas atividades e transferido depois para a Monthly Shōnen Sunday depois da Hibana encerrar suas atividades. Foi anteriormente serializado em inglês pelo site do SigIKKI, da Viz Media.

## Contexto
Q Hayashida nasceu em Tóquio, Japão. Começou sua carreira no mangá com Maken X Another, uma adaptação do jogo eletrônico Maken X, de 1999, sendo publicada na Monthly Magazine Z. Durante esse tempo, ela começou a escrever seu mangá próprio, Dorohedoro, seu trabalho mais duradouro até os dias atuais. Diz-se que seu estilo é ousado e é conhecido por ser uma criação única de universos alternativos.

## Obras
- Maken X Another (2000–2001); reeditado e relançado em 2008 como Maken X Another Jack.
- Dorohedoro (2000-2018)
- Dai Dark (2019–)[7]